# Ne čakaj na maj
Pour plus de détails, voir Fiche technique et Distribution.
Ne čakaj na maj (litt. « N'attendez pas mai ») est une comédie romantique yougoslave sortie en 1957 et réalisée par František Čap. C'est la suite du film Vesna, sorti en 1953 .

## Synopsis
Les personnages de Vesna se retrouvent dans ce film. Vesna, en vacances à la montagne, sous la garde de sa tante rencontre un petit ami. Sa famille, bouleversée, décide de la marier parce qu'ils pensent qu'elle est enceinte. Le jeune couple s'en accommode bien puisqu'il envisageaient déjà de se marier.

## Fiche technique
- Titre original: Ne čakaj na maj